# Lixo zero

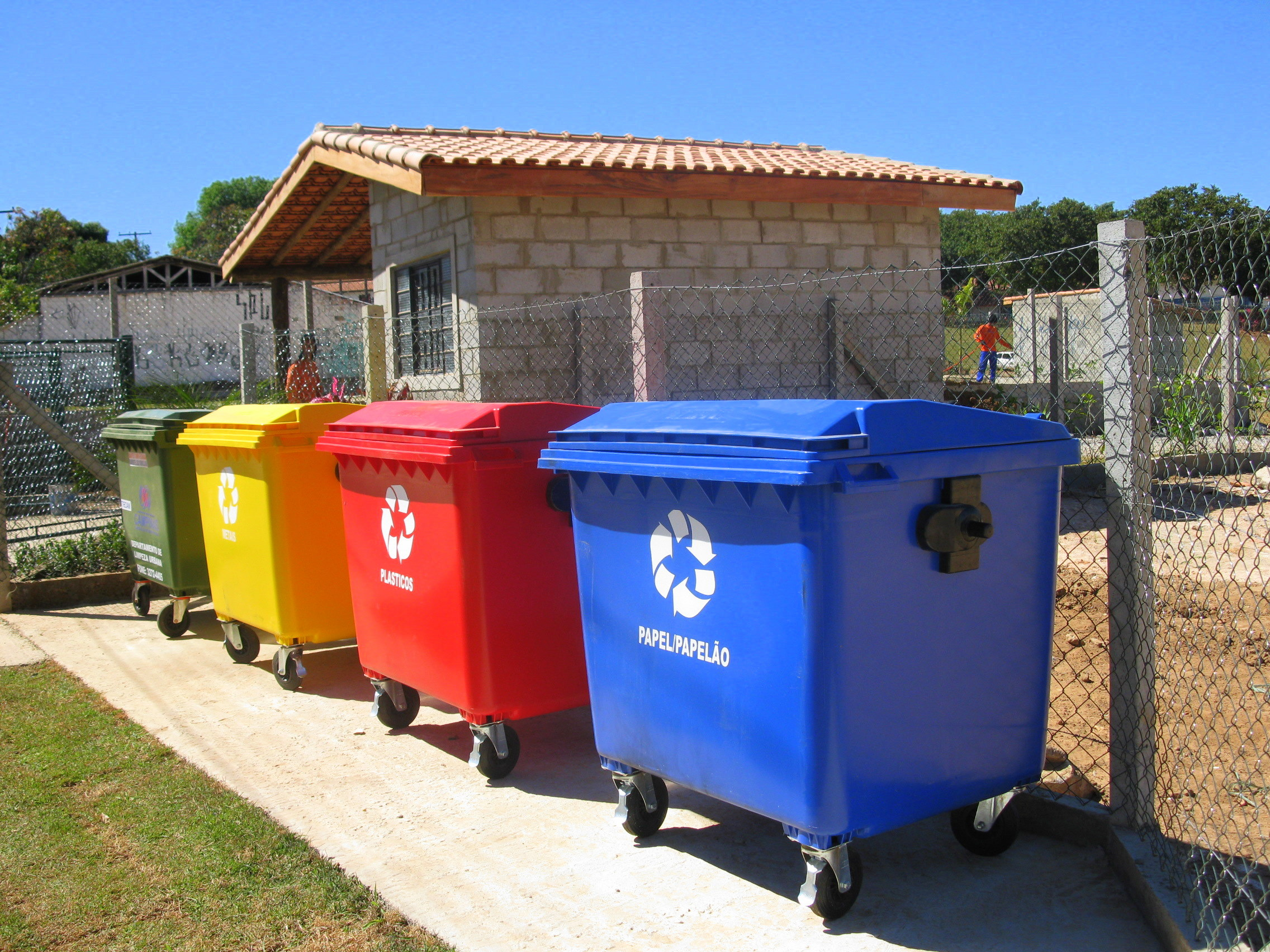
Ecoponto, em Campinas, no interior de São Paulo em 2010.

Lixo zero (do inglês, zero waste) é um conceito que promove o máximo aproveitamento e correto encaminhamento dos resíduos recicláveis e orgânicos. O objetivo é o fim do encaminhamento destes materiais para os aterros sanitários ou incineradores. O processo recomendado é semelhante à forma que os recursos são reutilizados na natureza. Segundo o conceito estabelecido pela ZWIA - Zero Waste International Alliance - Lixo Zero é
Uma meta ética, econômica, eficiente e visionária para guiar as pessoas a mudar seus modos de vidas e práticas de forma a incentivar os ciclos naturais sustentáveis, onde todos  os materiais são projetados para permitir sua recuperação e uso pós-consumo.

## Hierarquia Lixo Zero (5 R's)
A base do pensamento do lixo zero, se baseia no que foi batizado de '5 R's': 
REPENSAR: O que nos levou ao atual sistema linear de materiais e, portanto, o que precisa evoluir para avançar para um modelo de ciclo fechado? Como redesenhar sistemas para evitar consumo desnecessário e desperdiçador?
REDUZIR: Como reduzir o uso de matéria-prima, particularmente materiais tóxicos?
REUTILIZAR:  Como aproveitar os produtos existentes com foco na retenção de valor e extensão de utilidade e função?
RECICLAR: Como garantir que os materiais voltam ao ciclo biológico ou técnico?
RECUPERAR: O que pode ser recuperado do lixo misto?

## Gestão de resíduos sólidos
No estudo "What a Waste" de 2012, o Banco Mundial estimou-se que 3 bilhões de habitantes urbanos produziram 1,3 bilhão de toneladas anuais de resíduos sólidos (1,2 kg por pessoa por dia) e a estimativa era que em 2025 sejam atingidos 2,2 bilhões de toneladas produzidos por 4 bilhões de pessoas (1,42 kg/pessoa/dia). A geração de resíduos sólidos urbanos (RSU) é influenciada por vários fatores econômicos, geográficos e culturais. Geralmente, quanto maior o desenvolvimento econômico e a taxa de urbanização, maior a quantidade gerada de RSU. Por exemplo, residentes urbanos produzem cerca de duas vezes mais lixo do que residentes rurais.
As taxas de coleta nas cidades do planeta variam de 41% em países de baixa renda a um máximo de 98% em países ricos. Os métodos e taxas de destinação de RSU também variam significantemente ao redor do mundo. Um exemplo disso do estudo "What a Waste" do Banco Mundial é a comparação entre a situação nos países mais ricos, países da Organização para a Cooperação e Desenvolvimento Econômico (OCDE), e nas regiões mais pobres (África). Apesar de ter populações praticamente iguais, a região da OCDE produz cerca de 100 vezes mais lixo do que da África. Quase 100% do lixo coletado na região da África é destinado a lixões ou aterros, enquanto mais de 60% dos resíduos dos países da OCDE são desviados dos aterros.
Algumas regiões na Europa e na América do Norte se destacam em relação à gestão de resíduos sólidos. Uma cidade pioneira é São Francisco no estado de California, nos Estados Unidos. A Prefeitura de São Francisco estabeleceu em 2002 uma meta de lixo zero e cidade alcançou um recorde de 80% de taxa de desvio do aterro em 2010, a maior taxa de desvio em qualquer cidade da América do Norte.

### A situação no Brasil
Segundo o Panorama dos Resíduos Sólidos no Brasil da Associação Brasileira de Empresas de Limpeza Pública e Resíduos Especiais (ABRELPE), o Brasil gerou 78,3 milhões de toneladas RSU, situando-se quase na média per capita mundial em 2012, ou seja, 1,16 kg/pessoa/dia. O Panorama 2016 também mostrou que 3.326 municípios brasileiros destinaram seus resíduos sólidos para locais impróprios, equivalente a 59,7% dos municípios, e 76,5 milhões de pessoas sofrem os impactos negativos causados pela destinação inadequada dos resíduos.
Florianópolis, capital de Santa Catarina, é uma cidade Lixo Zero pioneira no Brasil. A capital catarinense se comprometeu durante uma reunião promovida pela prefeitura a recuperar 90% dos resíduos orgânicos e 60% dos recicláveis secos até o ano de 2030. O Programa Florianópolis Capital Lixo Zero foi instituído no município pelo Decreto Nº 18.646, do dia 4 de junho de 2018, na gestão de Gean Loureiro (DEM).

## Jurisdições Lixo Zero
Vários governos municipais declararam o lixo zero como uma meta, incluindo:
- Brasil
  - Florianópolis, Santa Catarina[12]
  - Chapecó, Santa Catarina[14]
- Emirados Árabes Unidos
  - Masdar[15]
- Estados Unidos
  - São Francisco, Califórnia[16]
- Itália
  - Capannori, Toscana[17]
- Japão
  - Kamikatsu, Tokushima[18]